# Ibrahim Tankary
Ibrahim Tankary   (Niamey, 24 de març de 1972) és un exfutbolista de Níger de la dècada de 1990.
Fou internacional amb la selecció de futbol del Níger. Pel que fa a clubs, la major part de la seva carrera la passà a Bèlgica a clubs com FC Brussels, Sint-Truidense, Zulte-Waregem i Lommel.